# トレビアンニュース
トレビアンニュースはニュース提供サイト。通信社ではない。
2006年に『livedoor トレビアンニュース』として掲載をスタートしたが、途中から『livedoor』というブランド名がはずれ『トレビアンニュース』として再スタート。『2ちゃんねる』や『mixi』の声などを上手く記事に盛り込み、記事を提供することに成功。『livedoor ニュースランキング』でアクセス数で上位になることが多かった。
2008年春の時点で、記者は高橋KENのみとなった。高橋はトレビアンニュースの他に個人で『2典Plus』を運営していた。2009年末に高橋はライブドアを退社しガジェット通信（有限会社未来検索ブラジル）に移籍し、2014年にはゴゴ通信株式会社を立ち上げて独立した。
なぜか『ニコニコ動画』やゲーム関連の記事が多い。またニッチなものを取り上げることからもその特色がうかがえる。
『トレビアンニュース』は2008年初頭までブログという形式をとってきたが、『livedoor ニュース』の“いちカテゴリ”として吸収され、ブログページは終了した模様。
2009年12月にトレビアンニュースのTwitterアカウントが停止しておりそれに伴い記事配信の方も停止。2010年2月2日に、「終了のお知らせ」が告知された。同時に、トレビアン韓国については「韓フルタイム」に名称を改めて続行すると発表した。韓フルタイムの記事配信は、2013年10月16日付のものが最後となっている。